# 愛と復讐の挽歌
『愛と復讐の挽歌』（あいとふくしゅうのばんか）は、原作：倉科遼、作画：勘崎順次による日本の漫画。週刊漫画サンデーにて連載されていた。

## 登場人物
村田恭平
大学時代はラグビー部員として活躍し、香織との恋愛も順調で順風満帆かと思われたが、ある事件をきっかけに生活が一変する。実家は「村田建設」という建設会社を経営していた。
仲尾達哉
恭平の高校の同級生（大学は別）でライバル的存在。彼も香織のことが好きで、順風満帆な恭平を妬む。群馬の名家の生まれで、祖父と父が政治家。
宗像香織
恭平と達哉の同級生。大学時代は恭平と交際しており、恭平を愛していたが、達哉に関係を強制される。
仲尾達弘
達哉の父で民自党幹事長。自分の野望のためならば、人を殺めても構わないと考える冷血な人物。
村田由貴
恭平の妹。恭平が父の死の真相を探ろうと行動を起こした際に「見せしめ」として下校途中に男達に暴行され、その日の夜に自宅の火災に巻き込まれ、母と共に焼死してしまう。
恭平の父
群馬県で「村田建設」という建設会社を経営していたが、罠に嵌められ自殺に見せかけられて殺害されてしまう。
恭平の母
由貴が暴行された日の夜に自宅を放火され、火災に巻き込まれ由貴と共に焼死した。
石川忠治
村田家の知人で「石川土建」の社長。恭平に父の死の真相を聞かれた際に、真相を彼に話したことが仲尾や手下に嗅ぎつかれて「口封じ」として殺害される（表向きには「轢き逃げ」として処理された）。